# Шосте вимирання
«Шосте вимирання: неприродна історія» (англ. The sixth extinction an Unnatural History) — бестселер американської журналістки, оглядача тижневика «Нью-Йоркер» Елізабет Колберт.
Якщо вимирання є жахливою темою, то масове вимирання, скажімо так, є приголомшливо жахливим. Воно не може залишити байдужим. На сторінках книги я намагаюся передати обидві сторони: хвилювання з приводу того, про що я дізналася, і жах. Сподіваюся, читачі книги з удячністю оцінять дійсно особливий час, у якому ми живемо
— Елізабет Колберт.
У 2015 році за книгу «Шосте вимирання» Елізабет Колберт отримала Пулітцерівську премію. Робота американської журналістки входить у десятку найкращих книг 2010 року за версією «Нью-Йорк таймс» та очолила сотню кращих нон-фікшн книг усіх часів за версією The Guardian. «Шосте вимирання» — фіналіст The National Book Critics Circle Awards.
Елізабет Колберт у своїй книзі нікого не повчає. Зрештою, навіть не попереджає про наслідки нашого бездумного користування планетою. Вона — майстерна і досвідчена репортерка, яка простими словами розповідає про складні речі, від котрих залежить майбутнє нашої планети і, зрештою, людської цивілізації загалом. «Шосте вимирання» входить у «must read» — список книг від Барака Обами та Білла Ґейтса.
Під час роботи над книгою авторка побувала майже на всіх континентах, відвідала наукові бази в тропіках Амазонії і на островах Великого Бар'єрного рифу, спілкувалася з сотнями людей. Колберт шукає відповідь на питання, що станеться, якщо темпи вимирання прискоряться. Ця книга — не наукова праця. Вона — швидше велетенська стаття для суспільно-природничого журналу зі світовим ім'ям, яку ми маємо можливість читати українською.
У 2016 році книга Елізабет Колберт «Шосте вимирання: неприродна історія» вийшла українською мовою у видавництві «Наш формат».
Переклад з англійської: Володимир Плискін, науковий редактор українського перекладу — Ігор Загороднюк ISBN 978-617-7279-39-5

## Про авторку
З 1999 року Колберт працює у журналі «Нью-Йоркер», для якого готує книжкові огляди, коментарі, профайли політиків та масштабні статті на тему кліматичних змін. До цього вона вела авторську колонку The Metro Matters у газеті «Нью-Йорк таймс». Її трилогія на тему глобального потепління «The Climate of Man» у 2006 році отримала премію National Magazine у номінації «Суспільний інтерес», у 2005-му — премію American Association за «успіхи у науковій журналістиці», а у 2006-му — премію National Academies Communication. За огляди та критичні статті Колберт було відзначено нагородами Lannan Literary Fellowship у 2006 році, Heinz та National Magazine — у 2010-му.

## Відгуки
«Вашингтон пост»:
Неперевершений шокуючий екскурс… Колберт надає переконливі докази на користь своєї точки зору.
National Geographic:
Стиль Колберт вирізняє поєднання наукової суворості та іронії, що змушує вас продовжувати перегортати сторінки книги.
Барак Обама, 44-й президент США:
Це прекрасна книга, яка доводить, що різкі та невідворотні зміни можуть відбутися; і така можливість є більш ніж актуальною. Такі зміни вже відбувалися раніше, вони можуть повторитися знову.